# Campionati italiani estivi di nuoto 2022
I Campionati italiani assoluti di nuoto (nome ufficiale, per ragioni di sponsorizzazione, Assoluti Herbalife) si sono svolti a Ostia al Polo Acquatico Frecciarossa dal 19 al 21 luglio 2022. È stata utilizzata la vasca da 50 metri.
Le gare sono state disputate in serie.

## Podi

### Uomini
| Evento       | Oro                   | Tempo    | Argento                       | Tempo           | Bronzo                   | Tempo    |
| Stile libero |                       |          |                               |                 |                          |          |
| 50 m         | Leonardo Deplano      | 21"82    | Lorenzo Zazzeri               | 22"09           | Alessandro Miressi       | 22"31    |
| 100 m        | Alessandro Miressi    | 48"41    | Lorenzo Zazzeri               | 48"55           | Leonardo Deplano         | 48"72    |
| 200 m        | Stefano Di Cola       | 1'46"82  | Lorenzo Galossi Filippo Megli | 1'47"42 1'47"42 |                          |          |
| 400 m        | Gabriele Detti        | 3'44"35  | Matteo Ciampi                 | 3'46"25         | Davide Marchello         | 3'50"21  |
| 800 m        | Lorenzo Galossi       | 7'46"28  | Luca De Tullio                | 7'51"78         | Ivan Giovannoni          | 7'59"36  |
| 1500 m       | Luca De Tullio        | 15'03"32 | Fabio Dalu                    | 15'15"74        | Ivan Giovannoni          | 15'17"76 |
| Dorso        |                       |          |                               |                 |                          |          |
| 50 m         | Michele Lamberti      | 25"31    | Lorenzo Mora                  | 25"38           | Simone Stefanì           | 25"56    |
| 100 m        | Matteo Restivo        | 54"41    | Lorenzo Mora                  | 54"79           | Alessandro Baffi         | 54"87    |
| 200 m        | Lorenzo Mora          | 1'57"35  | Alessandro Baffi              | 1'58"69         | Matteo Restivo           | 1'58"89  |
| Rana         |                       |          |                               |                 |                          |          |
| 50 m         | Simone Cerasuolo      | 26"93    | Fabio Scozzoli                | 27'33           | Ludovico Blu Art Viberti | 27"44    |
| 100 m        | Andrea Castello       | 1'00"06  | Federico Poggio               | 1'00"07         | Simone Cerasuolo         | 1'00"08  |
| 200 m        | Luca Pizzini          | 2'10"54  | Alessandro Fusco              | 2'12"15         | Andrea Castello          | 2'12"16  |
| Farfalla     |                       |          |                               |                 |                          |          |
| 50 m         | Lorenzo Gargani       | 23"38    | Semuedè Andreis               | 23"67           | Piero Codia              | 23"68    |
| 100 m        | Federico Burdisso     | 51"56    | Matteo Rivolta                | 51"76           | Christian Ferraro        | 52"17    |
| 200 m        | Federico Burdisso     | 1'55"45  | Giacomo Carini                | 1'56"96         | Claudio Antonino Faraci  | 1'57"27  |
| Misti        |                       |          |                               |                 |                          |          |
| 200 m        | Pier Andrea Matteazzi | 2'00"62  | Lorenzo Glessi                | 2'01"04         | Alberto Razzetti         | 2'01"05  |
| 400 m        | Pier Andrea Matteazzi | 4'16"14  | Pietro Paolo Sarpe            | 4'19"42         | Samuele Martelli         | 4'20"07  |

### Donne
| Evento       | Oro                      | Tempo    | Argento                  | Tempo    | Bronzo               | Tempo    |
| Stile libero |                          |          |                          |          |                      |          |
| 50 m         | Silvia Di Pietro         | 24"97    | Costanza Cocconcelli     | 25"25    | Sara Curtis          | 25"36    |
| 100 m        | Chiara Tarantino         | 54"69    | Silvia Di Pietro         | 54"84    | Costanza Cocconcelli | 55"04    |
| 200 m        | Alice Mizzau             | 1'59"14  | Antonietta Cesarano      | 1'59"39  | Noemi Cesarano       | 1'59"54  |
| 400 m        | Antonietta Cesarano      | 4'09"52  | Noemi Cesarano           | 4'10"47  | Linda Caponi         | 4'12"68  |
| 800 m        | Martina Rita Caramignoli | 8'37"87  | Alisia Tettamanzi        | 8'41"42  | Isabella Sinisi      | 8'44"39  |
| 1500 m       | Simona Quadarella        | 16'12"70 | Martina Rita Caramignoli | 16'17"20 | Alisia Tettamanzi    | 16'30238 |
| Dorso        |                          |          |                          |          |                      |          |
| 50 m         | Federica Toma            | 27"84    | Silvia Scalia            | 27"88    | Costanza Cocconcelli | 28"36    |
| 100 m        | Federica Toma            | 1'00"10  | Francesca Pasquino       | 1'01"59  | Silvia Scalia        | 1'01"61  |
| 200 m        | Federica Toma            | 2'09"76  | Margherita Panziera      | 2'09"99  | Alessia Bianchi      | 2'11"56  |
| Rana         |                          |          |                          |          |                      |          |
| 50 m         | Benedetta Pilato         | 30"03    | Arianna Castiglioni      | 30"68    | Lisa Angiolini       | 30"84    |
| 100 m        | Benedetta Pilato         | 1'06"07  | Arianna Castiglioni      | 1'06"16  | Martina Carraro      | 1'06"57  |
| 200 m        | Francesca Fangio         | 2'24"71  | Martina Carraro          | 2'25"56  | Lisa Angiolini       | 2'26"73  |
| Farfalla     |                          |          |                          |          |                      |          |
| 50 m         | Silvia Di Pietro         | 26"02    | Viola Scotto Di Carlo    | 26"32    | Elena Di Liddo       | 26"58    |
| 100 m        | Ilaria Bianchi           | 58"71    | Claudia Tarzia           | 59"22    | Elena Di Liddo       | 59"27    |
| 200 m        | Ilaria Cusinato          | 2'10"14  | Antonella Crispino       | 2'10"30  | Paola Borrelli       | 2'11"76  |
| Misti        |                          |          |                          |          |                      |          |
| 200 m        | Sara Franceschi          | 2'13"32  | Anna Pirovano            | 2'15"31  | Francesca Fresia     | 2'16"04  |
| 400 m        | Sara Franceschi          | 4'42"46  | Giulia Vetrano           | 4'44"85  | Francesca Fresia     | 4'45"10  |